# Jakob Schabus
Jakob Schabus (* 14. Oktober 1825 in Dellach; † 26. September 1867 in Wien) war ein österreichischer Physiker.

## Leben
Schabus war ein Sohn armer Kleinbauern und wuchs zusammen mit drei Geschwistern in Dellach im oberen Gailtal auf.
1837 kam er nach Klagenfurt auf das Lyzeum und 1840 begann er sein Studium der Chemie und Physik am Grazer Joanneum, welches er später in Wien am k. k. polytechnischen Institut fortsetzte.
1849 erhielt er dort eine Stelle als Adjunkt. Nachdem er für kurze Zeit auch Physik an der k. k. Oberrealschule in Schottenfeld lehrte (1851–1857), übernahm Schabus im Jahr 1857 die Professur für Physik an der neu gegründeten Wiener Handelsakademie, welches er bis an sein Lebensende innehatte.
1867 beendete Schabus sein Leben durch Suizid mittels Kaliumcyanid, nachdem er auf Heimaturlaub war und die Folgen eines verheerenden Brandes in Dellach sah. Er litt wohl vorher schon aus mehreren Gründen unter Depressionen.

## Wissenschaftliches Werk
Das Interesse des Wissenschaftlers ist vor allem der Naturgeschichte/Naturlehre zuordenbar. Sein Interesse wurde anfangs stark von Anton Schrötter von Kristelli am polytechnischen Institut geprägt. Unter ihm erarbeitete Schabus seine ersten Veröffentlichungen wie z. B. die Anwendung von Kaliumdichromat als analytisches Reagenz. Ebenfalls wurden in dieser Periode erste kristallographische Messungen durchgeführt.
Durch den Wechsel in die Lehre verfasste Schabus ebenfalls Lehrbücher wie „Leichtfaßliche Anfangsgründe der Naturlehre“ (1854) oder „Grundzüge der Physik“ (1856).
Besonderes Interesse zeigte Schabus in der Kristallographie und in der damit verbundenen Mineralogie. Dazu führte er Messungen an Mineralien, anorganischen- und organischen Verbindungen durch.
Ein weiters Interessensgebiet von Schabus war die barometrische Höhenmessung. Gemeinsam mit Josef Pohl veröffentlichte er zu diesem Thema einige Artikel in den Sitzungsberichten der Kaiserlichen Akademie der Wissenschaft.

## Ehrungen und Mitgliedschaften (Auswahl)
- k. k. goldene Medaille für Kunst und Wissenschaft (durch Kaiser Franz Joseph I.)[2]
- Mitglied der k. k. geographischen Gesellschaft
- Mitglied des Geschichtsvereines Kärnten
- Mitglied des siebenbürgischen Vereines für Naturwissenschaften zu Hermannstadt